# Heubach, Ostalbkreis
Heubach är en stad i Ostalbkreis i regionen Ostwürttemberg i Regierungsbezirk Stuttgart i förbundslandet Baden-Württemberg i Tyskland.
Staden ingår i kommunalförbundet Rosenstein tillsammans med kommunerna Bartholomä, Böbingen an der Rems, Heuchlingen och Mögglingen.